# غيثة عتيق
غيثة عتيق هي لاعبة تنس مغربية.
في عام 2013، وصلت للدور الـ 16 في بطولة المتوسط للمستقبل للفتيات كأحسن مغربية. 
شاركت عدة مرات في السبورة النهائية لجائزة الأميرة للامريم للتنس.

## وصلات خارجية
- غيثة عتيق على موقع رابطة محترفات التنس (الإنجليزية)
- غيثة عتيق على موقع الاتحاد الدولي لكرة المضرب (الإنجليزية)
- غيثة عتيق على موقع كأس بيلي جين كينغ (الإنجليزية)
- غيثة عتيق على موقع خلاصة التنس.كوم (الإنجليزية)
- غيثة عتيق على موقع إي إس بي إن.كوم (الإنجليزية)

- على موقع رابطة محترفات كرة المضرب
- غيثة عتيق في موقع الاتحاد الدولي لكرة المضرب
- غيثة عتيق في كأس فيد